# Tramwaje w Mandalaju
Tramwaje w Mandalaj − zlikwidowany system komunikacji tramwajowej w Mandalaj w Mjanmie.

## Historia
Tramwaje w Mandalaj uruchomiono 17 czerwca 1904, były to tramwaje elektryczne. W 1921 w mieście były 24 tramwaje, które kursowały po trasach o długości 11 km. System zlikwidowano w czasie II wojny światowej.